# Radopholus inequalis
Radopholus inequalis är en rundmaskart. Radopholus inequalis ingår i släktet Radopholus och familjen Hoplolaimidae. Inga underarter finns listade i Catalogue of Life.